# Metalkinder
Metalkinder ist ein Musikprojekt mit Kindern der Musikpädagogen Nino Kann und Pia Pilz, die gemeinsam das Label Fuzzi-Music betreiben. 2017 erschien unter dem gleichen Namen das erste Album des Projekts bei Universal Music.

## Geschichte
Das Projekt Metalkinder entstand als Idee von Nino Kann, die er gemeinsam mit seiner Partnerin Pia Pilz umsetzte. Im September 2017 wurden für das Projekt Kinder im Grundschulalter vom Young Hope-Kids-Chor in Eitorf gesucht, die sich an dem Projekt beteiligen wollten.

## Diskografie
In dem Projekt Metalkinder erschien 2017 das erste Album mit dem Titel Metalkinder. Es enthält Metalversionen bekannter Kinderlieder oder Kinderliedversionen von Rocksongs, die von unterschiedlichen Kindern vorgetragen werden.
Die Musik-CD enthält die folgenden Titel:
1. Metalbrett (Drei Chinesen mit dem Kontrabass) – 2:37
2. Bruder Jakob – 3:39
3. Brüderchen, komm rock mit mir (Brüderchen, komm tanz mit mir) – 2:37
4. Fuchs, du hast (Fuchs, du hast die Gans gestohlen, Du hast) – 4:17
5. Ich will Matsch – 3:25
6. Butzemann (Es tanzt ein Bi-Ba-Butzemann) – 2:27
7. Ich bleib am längsten wach – 3:22
8. Metal ist – 3:29
9. Wir lieben die Stürme – 2:29
10. Der Mond ist aufgegangen – 3:16

## Belege
1. ↑  Außergewöhnliches Kinder-Chor-Projekt Metalkinder - singende Nachwuchsrocker. In: Rheinische Anzeigenblätter, 8. September 2017; abgerufen am 23. Dezember 2017.